# Собаче Гирло (коса, Київ)
Собаче Гирло — коса, що знаходиться у межах Оболонського району міста Києва, на півночі місцевості Оболонь. Площа близько 53 га, Географічні координати: 50,526780°, 30,532165°. Раніше був островом або низкою невеликих островів.

## Формування
Сучасна коса Собаче гирло утворилася на півночі оболонської заплави внаслідок відкладання алювіальних наносів на краю оболонської заплави. Тут формувалася система проток, які відділяли від корінного правого берега окремі заплавні масиви. На схемі земельних ділянок у Києві 1799 р. можна побачити нижню частину заплавного масиву, що відповідає сучасній косі Собаче Гирло. Проте з схеми не можна зрозуміти чи була сучасна коса тоді островом чи півостровом, проте з півдня її складав ще один острів, підписаний як «безіменний». На деяких мапах кінця ХІХ ст. зокрема на мапі Київської та Полтавської губерній, 1868 р. на акваторії Дніпра приблизно на місці сучасної коси затоки Собаче Гирло зображено досить великий острів, відділений досить широкою протокою від материкового Облонського масиву. Л. Махновець досить гіпотетично пов'язував його з літописним островом Песій. На мапах початку ХХ ст. косу тут взагалі не показували, або показували острів подібний до зображеного на мапах ХІХ ст. Найбільш точну інформацію дає мапа 1914 р. на якій не тільки можна побачити косу в майже сучасному стані, але й побачити рештки протоки, яка відділяла косу з півночі та сходу від материкового правого берега, а отже встановити її острівний характер. Дана протока на мапі підписана як протока Собаче Горло. Наявність коси затоки Собаче Гирло фіксують мапи 1920-30-х років (без вказівки її тогочасної назви). Станом на 1940-рр. протока між косою та правим берегом (колишнє Собаче Горло), імовірно, замулилася. Остаточно цей острів було об'єднано з правим берегом під час гідронамиву для будівництва житлового масиву Оболонь здійсненого в 70-роках ХХ ст. В цей же час тут на місці великого заплавного острова Чичин було створено кар'єр для забору ґрунту, який перетворився на сучасну затоку Собаче Гирло. Гідронамивом було знищено майже весь Чичин (за виключенням маленького острова Вербовий) та розташований нижче по течії Дніпра за косу Собаче Гирло острів підписаний на мапі 1945 р. острів Зелений.

## Природна цінність
Південна частина коси Собаче Гирло зберегла до наших днів малопорушену рослинність характерну для дніпровської заплави. Це додатково підтверджує тотожність сучасної коси з раніш існуючим островом-косою. На узбережжі розвинена прибережно-водна рослинність за участі глечиків жовтих (Nuphar lutea), які охороняються рішенням Київради 23.12.2004 р. за № 880/2290.

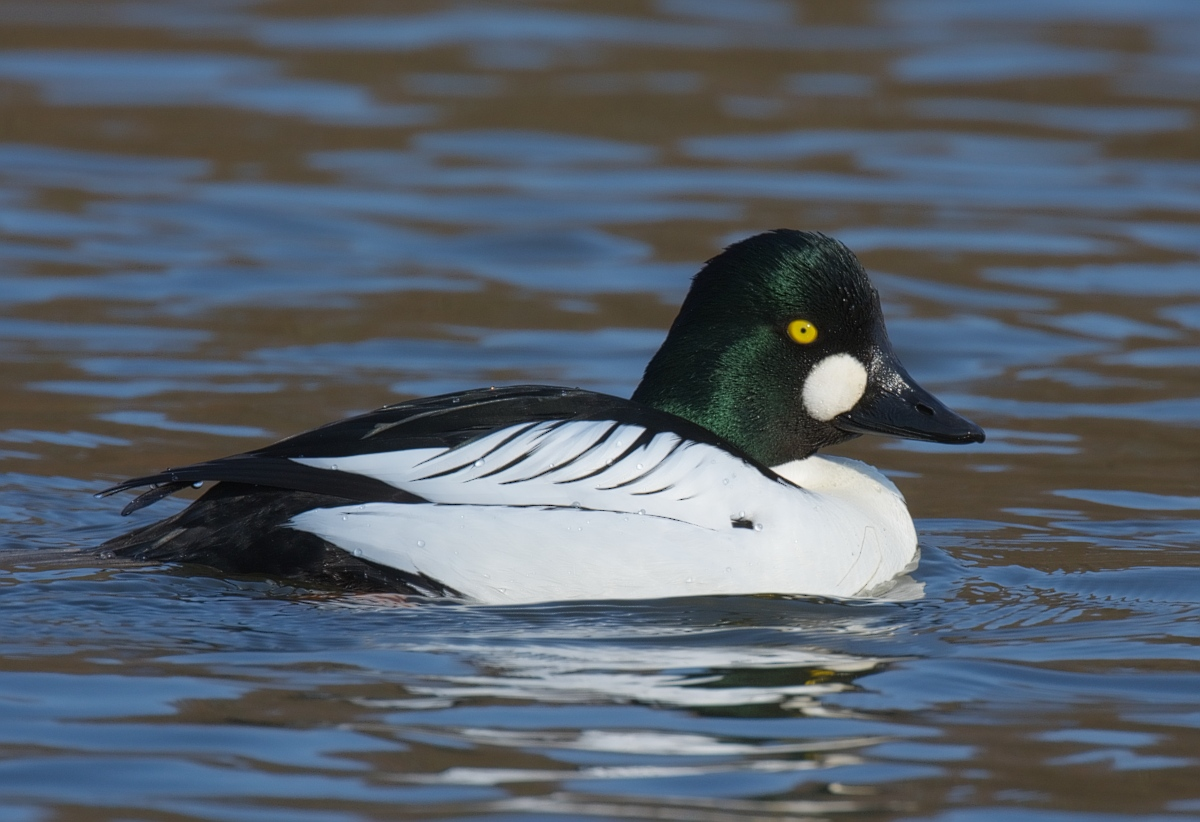
Гоголь під час зимівлі тримається поблизу коси Собаче гирло

Взимку на незамерзлій акваторії затоки Собаче Гирло великими скупченнями до 500 особин присутні крижень (Anas platyrhynchos), мартин звичайний (Chroicocephalus ridibundus), жовтоногий (Larus cachinanns), сизий (Larus canus), а також лебідь-шипун (Cygnus olor), попелюх (Aythya ferina), чернь чубата (Aythya fuligula), пірникоза велика (Podiceps cristatus) і мала (Tachybaptus ruficollis), крех малий (Mergellus albellus), гагара чорношия (Gavia arctica), баклан великий (Phalacrocorax carbo).
Також на зимівлі регулярно спостерігаються крех великий (Mergus merganser) та гоголь (Bucephula clangula), а також великий хижак — орлан-білохвіст (Haliaeetus albicilla), які занесені до Червоної книги України.
Навпроти місця впадіння річки Десна взимку 2005 р. була відзначена сірощока пірникоза (Podiceps grisegena). У зимовий період тут зафіксовані також чирянка мала, шилохвіст та чепура велика. Над суходільними ділянками коси спостерігаються зимняк (Buteo lagopus), боривітер звичайний, також тут зустрічається снігур (Pyrrhula pyrrhula) та чечітка звичайна (Acanthis flammea). В зимовий час зустрічається також омелюх (Bombycilla garrulus). Більшість з вищевказаних птахів охороняється згідно Додаткам до Бернської конвенці.

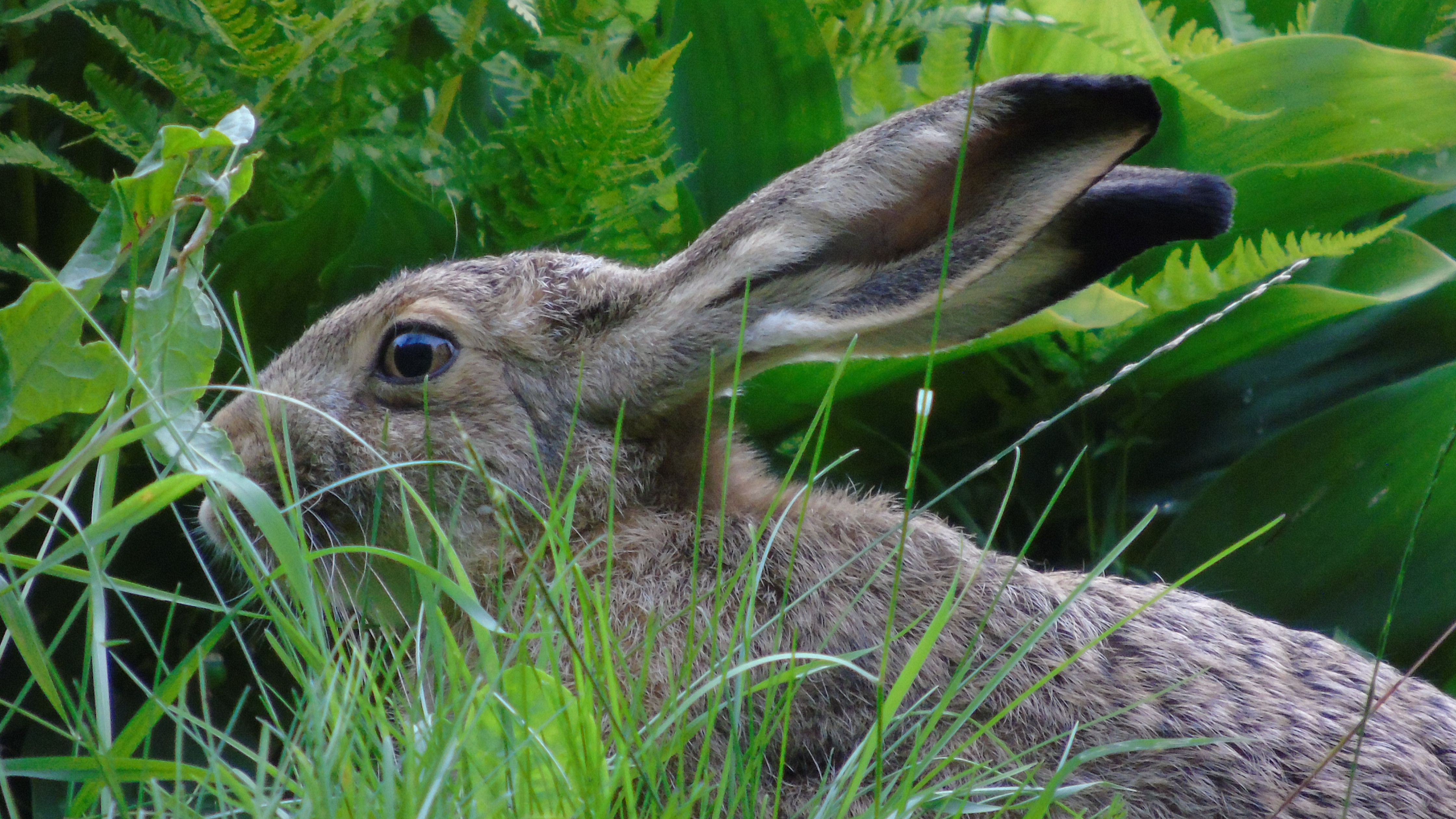
На косі Собаче Гирло зустрічається заєць сірий

На території коси Собаче Гирло зустрічається також заєць сірий (Lepus europaeus).

## Загорози
Не контрольована рекреація, забудова, господарське освоєння. Територія коси Собаче гирло включена в зону проектування парку на Оболоні, запроектовано зокрема міст, який з'єднає кінцівку коси Собаче гирло з основою Оболонської коси. Даний міст призведе до підвищення антропогенного пресу на найбільш цінну південну частину коси Собаче гирло, скерує сюди автомобілі та рекреантів та в кінцевому підсумку призведе до її забудови та деградації.

## Охорона
Коса Собаче Гирло не була включена до регіонального-ландшафтного парку «Дніпровські острови». Тому, вона має отримати статус окремої пам'ятки природи чи увійти до проектованого ландшафтного заказника «Калиновий Ріг». В перспективі острів має увійти до зони регульованої рекреації проектованого Національного природного парку «Дніпровські острови».